# Zoo Weekly
Zoo er et ugentligt mandeblad i Storbritannien. Det blev udgivet første gang i 2004, som det andet ugentlige mandeblad i Storbritannien (det første var det lignende, rivaliserende magasin; Nuts). Zoo udgives af EMAP Consumer Media.
Zoo består hovedsageligt af en blanding af sportskommentarer (hovedsageligt fodbold), piger, jokes, en tv-guide og komiske billeder indsendt af læsere.
En australsk version blev startet 13. februar 2006 med en speciel første udgave som var gratis. Den første officielle udgave udkom en uge senere 20. februar. Den har Imogen Bailey og David Boon som klummeskribenter, og meget af det samme indhold som dens britiske pendant, bortset fra at sportskommentarerne hovedsageligt handler om rugby league og australsk fodbold.

## Eksterne links
- ZOO Weekly Arkiveret 24. august 2007 hos  Wayback Machine
- ZOO Weekly australsk udgave Arkiveret 25. februar 2007 hos  Wayback Machine